# As Time Goes By
As Time Goes By ist ein Musical-Song von Herman Hupfeld (Text und Melodie) aus dem Jahr 1931. Das Stück wurde mehr als ein Jahrzehnt nach seiner Veröffentlichung durch die Verwendung im Film Casablanca weltbekannt.

## Text und Musik
Das Stück ist in der Jazzstandard-Form AABA verfasst. Es war konzipiert als Teil des Broadway-Musicals Everybody’s Welcome, das von Oktober 1931 bis Februar 1932 aufgeführt wurde, und wurde dort von Frances Williams gesungen.
Der Refrain lautet wie folgt:

“You must remember this

A kiss is still a kiss,

A sigh is just a sigh.

The fundamental things apply

As time goes by.”

„[Etwa zu übersetzen mit:]
Das kannst du dir merken

Ein Kuss ist immer noch ein Kuss,

Ein Seufzer nur ein Seufzer.

Die wesentlichen Dinge gelten

Wenn die Zeit vergeht.“

## Rezeption
Nicht nur Frances William nahm den Song im Entstehungsjahr auf. Die Einspielungen von Rudy Vallée und Jacques Renard erreichten 1931 die Charts (Platz 15 bzw. 13). Eine weitere Coverversion nahmen Teddy Wilson und Billie Holiday auf.
Weltweit bekannt wurde das Lied 1942 durch den Film Casablanca, gesungen von Dooley Wilson. Eigentlich plante der für die Musik des Films verantwortliche Max Steiner, das Lied durch ein eigenes zu ersetzen, doch stand Ingrid Bergman nicht mehr für die Nachaufnahmen zur Verfügung und Jack Warner mochte As Time Goes By, so dass er doch mit Hupfelds Song arbeitete und ihn leitmotivisch im Soundtrack einsetzte.
Im Anschluss wurden wegen des Recording bans die Aufnahmen von 1931 noch einmal vermarktet. Vallées Interpretation war 16 Wochen lang in Your Hit Parade (vier Wochen davon auf Platz eins); Renards Interpretation erreichte Platz drei. 1944 spielte Billie Holiday den Song noch einmal (mit Eddie Heywood) für Commodore ein. 1952 nahm Ray Anthony As Time Goes By mit Sänger Tommy Mercer auf (Platz zehn).
Das Lied wurde auch zum Jazzstandard. Neben Holiday sind hier besonders Louis Armstrong (begleitet von Nat King Cole) und Ella Fitzgerald zu nennen. Instrumentalfassungen legten etwa Bob Brookmeyer (1959, mit Bill Evans), George Cables, Erroll Garner, Freddie Hubbard, Duke Jordan, Rolf Kühn, Lucky Thompson (1965), Stéphane Grappelli oder Jessica Williams vor.
In Woody Allens Film Mach’s noch einmal, Sam (1972), der Anspielungen auf Casablanca enthält, wird das Stück ebenfalls gespielt (in der Version von Dooley Wilson). Des Weiteren wird es von Barbra Streisand in Peter Bogdanovichs Is’ was, Doc? (1972) gesungen. 1993 wurde der Song im Spielfilm Schlaflos in Seattle aufgegriffen; dort kommt die Version von Jimmy Durante (von 1965) zum Einsatz. Ein kurzer Ausschnitt ist noch heute im filmischen Logo der Warner-Bros.-Filme zu hören. As Time Goes By ist auch die Erkennungsmelodie der gleichnamigen britischen Fernsehserie, gesungen von Joe Fagin.
Harry Nilsson, der den Song 1973 auf seinem Album A Little Touch of Schmilsson in the Night interpretiert, war der Ansicht, dass dies vielleicht der beste Song sei, der je geschrieben wurde. 1988 wurde das Lied von Klaus Lage als Die Liebe bleibt gecovert, das sich in den deutschen Singlecharts platzieren konnte.
Das National Public Radio strahlte im Jahr 2000 die Serie The NPR 100 mit den 100 wichtigsten musikalischen Werken der Vereinigten Staaten im 20. Jahrhundert aus, in der auch As Time Goes By eine Episode gewidmet wurde. In der 2004 veröffentlichten Liste AFI’s 100 Years … 100 Songs des American Film Institute zu den 100 bedeutendsten Liedern im amerikanischen Film landete er auf dem zweiten Platz.